# Rallye de Haute-Provence
 (mars 2017).
Le Rallye de Haute-Provence est une épreuve de rallye automobile disputée dans le département des Alpes-de-Haute-Provence.

## Historique
Le Rallye de Haute-Provence a été créé en 1988. Ce rallye national est organisé par l’Association sportive automobile de Haute-Provence, basée à Manosque. Il se déroule sur les routes du sud-ouest du département des Alpes-de-Haute-Provence, notamment sur le plateau de Valensole et dans les environs du lac d'Esparron.
L'édition 2017 du Rallye de Haute-Provence a été remportée par Sébastien Loeb au volant d'une Peugeot 306 maxi, devant le sextuple vainqueur de l'épreuve Éric Fanguiaire.

## Palmarès

### Rallye moderne
| Année | Pilote              | Copilote                   | Voiture                       | Gr./Cl.       |
| ----- | ------------------- | -------------------------- | ----------------------------- | ------------- |
| 1988  | Gilles Brignol      | Girard                     | Alpine A310 V6                | F/13          |
| 1989  | Gilles Brignol      | Jean-Michel Ferrer         | Alpine A310 V6                | F/13          |
| 1990  | Gilles Brignol      | Jean-Michel Ferrer         | Alpine A310 V6                | F/13          |
| 1991  | Frédéric Dor        | Philippe Viale             | BMW M3                        | A/8           |
| 1992  | Gilles Brignol      | Jean-Michel Ferrer         | Alpine A310 V6                | F/13          |
| 1993  | Pas de rallye       | Pas de rallye              | Pas de rallye                 | Pas de rallye |
| 1994  | Gilles Brignol      | Marie-Françoise Arnaud     | Alpine A310 V6                | F/13          |
| 1995  | Nicolas Latil       | Patrice Pochon             | Ford Escort Cosworth          | A/8           |
| 1996  | Pascal Cloitre      | Benoît Couette             | BMW M3                        | A/8           |
| 1997  | Stéphane Poudrel    | Bernard Froment            | Renault 5 Turbo Tour de Corse | F/13          |
| 1998  | Marc Valliccioni    | Sabrina Gandolfi-Mei       | BMW M3                        | A/8           |
| 1999  | Gilles Brignol      | Éric Souleillet            | Alpine A310 V6                | F/13          |
| 2000  | Gilles Brignol      | Eric Souleillet            | Alpine A310 V6                | F/13          |
| 2001  | Jean-Pierre Ballet  | Christophe Ailloud-Perraud | Citroën ZX Kit Car            | A/7           |
| 2002  | Éric Fanguiaire     | Sébastien Moulias          | Renault Mégane Maxi           | A/7           |
| 2003  | Richard Bourcier    | Jean-Marc Ducousso         | Renault Mégane Maxi           | A/7           |
| 2004  | Richard Bourcier    | Jean-Marc Ducousso         | Renault Mégane Maxi           | A/7           |
| 2005  | Richard Bourcier    | Jean-Marc Ducousso         | Renault Mégane Maxi           | A/7           |
| 2006  | Richard Bourcier    | Jean-Marc Ducousso         | Renault Mégane Maxi           | A/7           |
| 2007  | Éric Fanguiaire     | Guilhem Zazurca            | Citroën Xsara Kit Car         | A/7           |
| 2008  | Emmanuel Guigou     | Philippe Ponge             | Renault Clio R3               | A/7           |
| 2009  | Eric Fanguiaire     | Guilhem Zazurca            | Citroën Xsara Kit Car         | A/7           |
| 2010  | Nicolas Latil       | Romain Roche               | Peugeot 307 WRC               | A/8W          |
| 2011  | Éric Fanguiaire     | Sébastien Moulias          | Citroën Xsara Kit Car         | A/7           |
| 2012  | Aurélien Brignol    | Fabien Rodriguez           | Honda S2000                   | F2/14         |
| 2013  | Matthieu Margaillan | Mathilde Margaillan        | Peugeot 207 S2000             | A/7S          |
| 2014  | Matthieu Margaillan | Mathilde Margaillan        | Peugeot 207 S2000             | A/7S          |
| 2015  | Éric Fanguiaire     | Jean-Charles Descamps      | Ford Fiesta WRC               | A/8W          |
| 2016  | Éric Fanguiaire     | Jean-François Gastinel     | Peugeot 208 T16               | R/5           |
| 2017  | Sébastien Loeb      | Séverine Loeb              | Peugeot 306 maxi              | A/7K          |
| 2018  | Loïc Panagiotis     | Caroline Goddi             | Porsche 997 Cup               | GT+15         |
| 2019  | Pas de rallye       | Pas de rallye              | Pas de rallye                 | Pas de rallye |
| 2020  | Damien Oberti       | Jean-Pierre Ayasse         | Citroën C3                    | R/5           |
| 2021  | Pas de rallye       | Pas de rallye              | Pas de rallye                 | Pas de rallye |

### Pilotes les plus titrés en catégorie Moderne
- 7 victoires : Gilles Brignol
- 6 victoires : Éric Fanguiaire
- 4 victoires : Richard Bourcier
- 2 victoires : Matthieu Margaillan

### Rallye VHC (Véhicules historiques de compétition)
| Année | Pilote                  | Copilote             | Voiture                          | Cat./Cl. |
| ----- | ----------------------- | -------------------- | -------------------------------- | -------- |
| 2010  | Alain Feraud            | Bernard Guigue       | Porsche 911 SC                   | 3/D4S    |
| 2011  | Gilles Brignol          | Eric Souleillet      | Alpine A310 V6                   | 3S/C5S   |
| 2012  | Benoît Garnier          | Nadine Brulant       | Porsche 911 SC                   | 3S/C5S   |
| 2013  | Jean-Charles Sevelingue | Hélène Main-Debard   | Opel Kadett GT/E                 | 3S/C5S   |
| 2014  | Stéphane Abbati         | Valérie Lelong       | Porsche 911 SC                   | 3S/C5S   |
| 2015  | François Delecour       | Dominique Savignoni  | Audi Quattro                     | 4/C8     |
| 2016  | Alain Feraud            | Nicolas Saint-Martin | Porsche 911 Carrera RS 2.8 (901) | 4/B8     |
| 2017  | Philip Giordanengo      | Jimmy Giordanengo    | Ford Escort RS2000 MkII          | 4/C5     |

### Rallye VHRS (Véhicules historiques de régularité sportive)
| Année | Pilote           | Copilote       | Voiture                           | Cat./Cl.      |
| ----- | ---------------- | -------------- | --------------------------------- | ------------- |
| 2013  | Thierry Gillet   | Nicolas Gillet | Alfa Romeo 2000 GT Veloce Bertone | H. avec Inst. |
| 2014  | Franck Braquet   | Cécile Galli   | Peugeot 309 GTI                   | P. avec Inst. |
| 2015  | Franck Braquet   | Cécile Galli   | Peugeot 309 GTI                   | P. avec Inst. |
| 2016  | Franck Braquet   | Cécile Galli   | Peugeot 309 GTI                   | P. avec Inst. |
| 2017  | Julien Degioanni | Andréa Sanchez | Peugeot 205 GTI                   | I. avec Inst. |